# Geheimes Staatsarchiv Preußischer Kulturbesitz

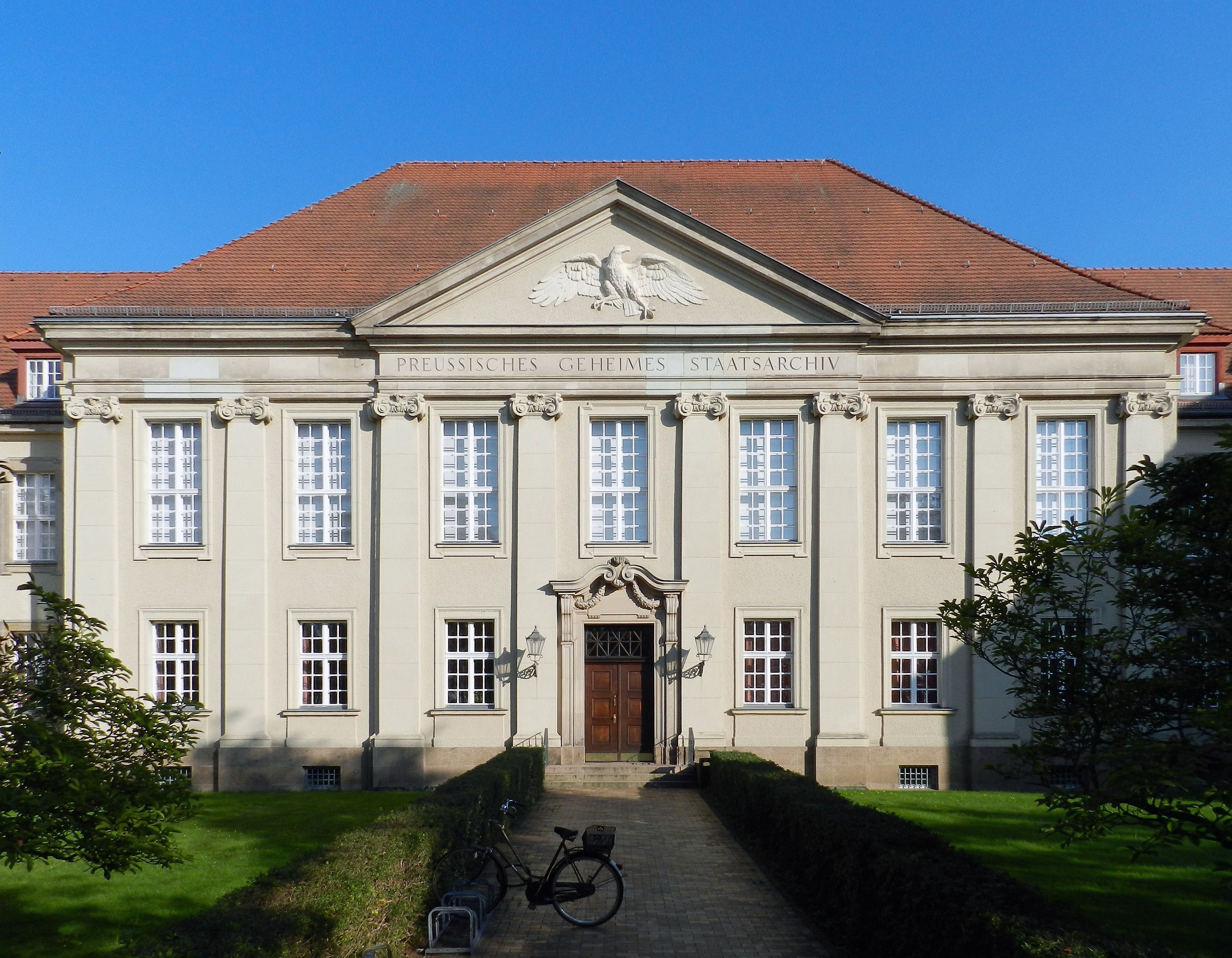
Haupteingang des Dienstgebäudes

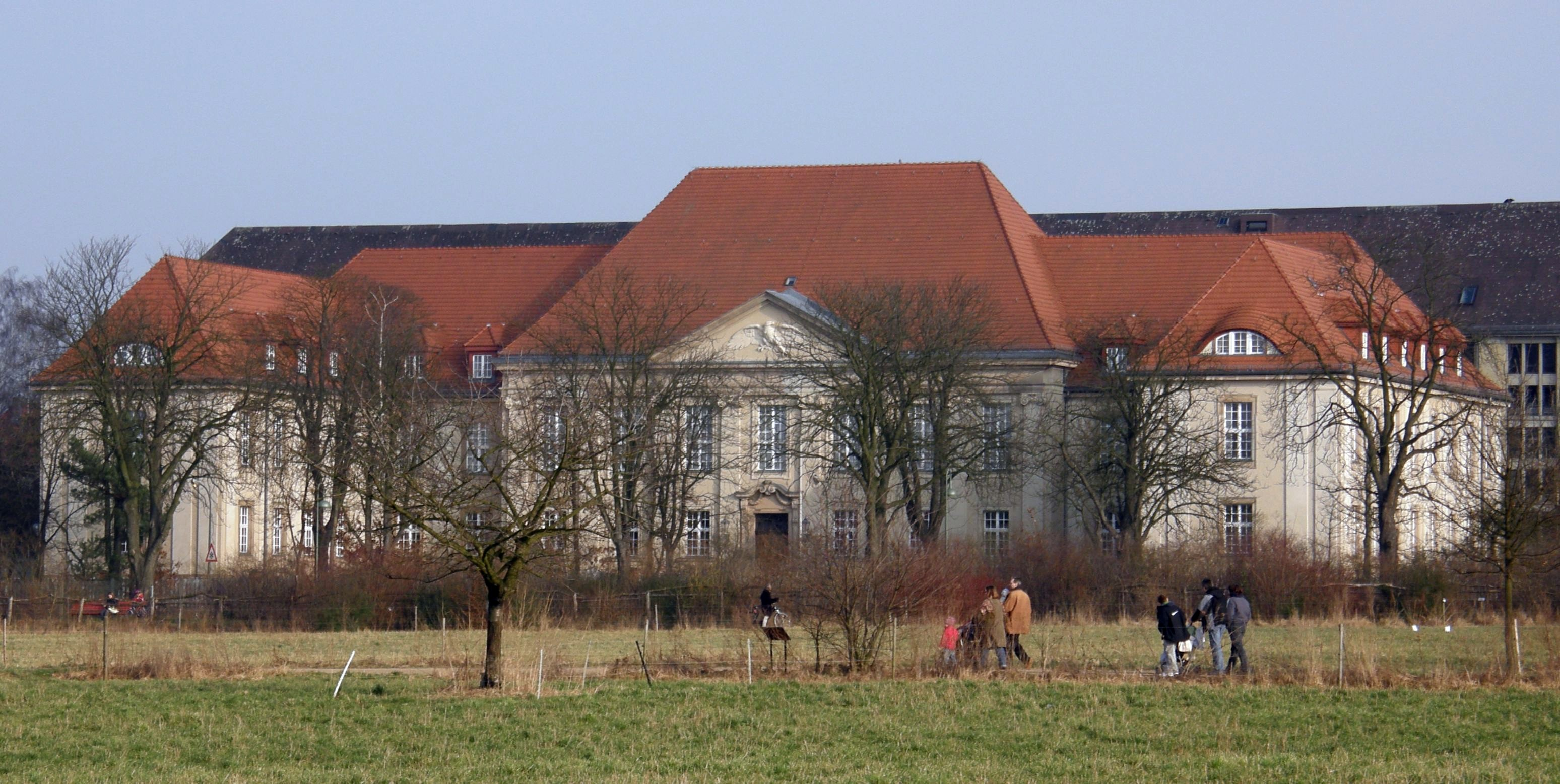
Gebäude an der Archivstraße

Das Geheime Staatsarchiv Preußischer Kulturbesitz (GStA PK), ehemals Preußisches Geheimes Staatsarchiv (PGStA), in Berlin ist eine Einrichtung der Stiftung Preußischer Kulturbesitz. Es ist eines der größeren deutschen Staatsarchive und beherbergt vor allem zahlreiche Dokumente Brandenburg-Preußens (Haus und Hof der Hohenzollern, Preußische Armee, Provinzialbehörden, politische Organisationen, Karten etc.) von historischer Bedeutung in seinen Beständen. Gegenwärtig verwahrt es ca. 38.000 laufende Meter Archivalien.

## Rechtsgrundlagen
Durch die Zugehörigkeit zur bundesunmittelbaren Stiftung Preußischer Kulturbesitz (SPK) unterliegt das Geheime Staatsarchiv Preußischer Kulturbesitz den rechtlichen Vorgaben des Bundes. Die Stiftung wurde durch das „Gesetz über die Errichtung der Stiftung Preußischer Kulturbesitz und zur Übertragung von Vermögenswerten des ehemaligen Landes Preußen auf die Stiftung“ vom 25. Juli 1957 begründet. Das Geheime Staatsarchiv (damals: Berliner Hauptarchiv) wurde ihr 1963 inkorporiert.
In Anwendung des Rechtsträger-Abwicklungsgesetzes vom 6. Sept. 1965 ist das GStA PK auch zuständig für bestimmtes Archiv- und Registraturgut aus den Gebietskörperschaften der ehemaligen preußischen Ostprovinzen.
Archivrechtlich sieht sich das GStA PK an die Vorgaben des „Gesetzes über die Sicherung und Nutzung von Archivgut des Bundes“ (Bundesarchivgesetz) und der einschlägigen Bundesgesetze gebunden.
Die spezifischen Belange des GStA PK im Hinblick auf die Benutzung werden durch die „Benutzungs-, Gebühren- und Hausordnung des Geheimen Staatsarchiv PK“ geregelt.

## Aufgaben
Die Kernaufgaben des GStA PK sind das Bewahren, Erschließen, Zugänglichmachen und Auswerten der historischen Überlieferungen seines Zuständigkeitsbereiches.
Insbesondere in Bezug auf das Schriftgut bestimmter Einrichtungen der Stiftungen Preußischer Kulturbesitz gehört zu den Aufgaben des GStA PK auch die Überlieferungsbildung, d. h. die Archivische Bewertung des angebotenen (archivreifen) Schriftgutes auf Archivwürdigkeit und die Übernahme des als archivwürdig bewerteten Schriftgutes. Überlieferungsbildung erfolgt durch die Übernahme von Unterlagen Dritter in Form von Nachlässen oder Familienarchiven oder des Registraturgutes von Vereinen und Gesellschaften oder von Sammlungen, die Bezüge zur brandenburg-preußischen Geschichte aufweisen.

## Zuständigkeit
Die Zuständigkeit von Archiven („Sprengelkompetenz“) ist territorial- und verwaltungsgeschichtlich sowie durch rechtliche Grundlagen bestimmt.
Das GStA PK ist demnach zuständig für die zentralen Behörden und Einrichtungen Brandenburg-Preußens – von der Mark Brandenburg (Überlieferung ab 1188), über das Kurfürstentum Brandenburg und das Königreich Preußen (ab 1701) bis zum Freistaat Preußen (ab 1918) – und die preußischen Parlamente (Überlieferungen ab 1847). Nach einer zeitweiligen Trennung (ab 1852) gehören seit dem Ende des Zweiten Weltkrieges auch die Überlieferungen des Brandenburg-Preußischen Hausarchivs (BPH) zum Zuständigkeitsbereich. Die Zuständigkeit für Unterlagen der Preußischen Armee ist gegenüber dem Bundesarchiv-Militärarchiv durch das Grenzjahr 1867/68 bestimmt. Daher verwahrt das GStA PK die älteren Militärbestände bis 1867. Die Zuständigkeit für Registraturgut aus der Verwaltung der auswärtigen Beziehungen zu außerdeutschen Staaten endet mit der Gründung des Deutschen Kaiserreiches, daher befinden sich die jüngeren, ab 1871 entstandenen Überlieferungen teils im Politischen Archiv des Auswärtigen Amts, teils im Bundesarchiv. Für die Beziehungen Preußens zu den Teilstaaten des Deutschen Reiches und zum Vatikan blieb die Zuständigkeit Preußens bis 1918 bestehen, weswegen diese Überlieferungen überwiegend im GStA PK verwahrt werden.
Insbesondere nach dem Rechtsträgerabwicklungsgesetz von 1965 unterliegt auch provinziales, regionales und lokales Archiv- und Registraturgut von Behörden und Einrichtungen der ehemaligen preußischen Ostprovinzen, soweit dies infolge des Zweiten Weltkrieges nicht vor Ort verblieben ist, der Zuständigkeit des GStA PK. Das 1883 als Abteilung des Geheimen Staatsarchivs begründete Brandenburgische Provinzialarchiv (Kürzel: Pr.Br.) beruht heute zum größten Teil im 1949 gegründeten Brandenburgischen Landeshauptarchiv.

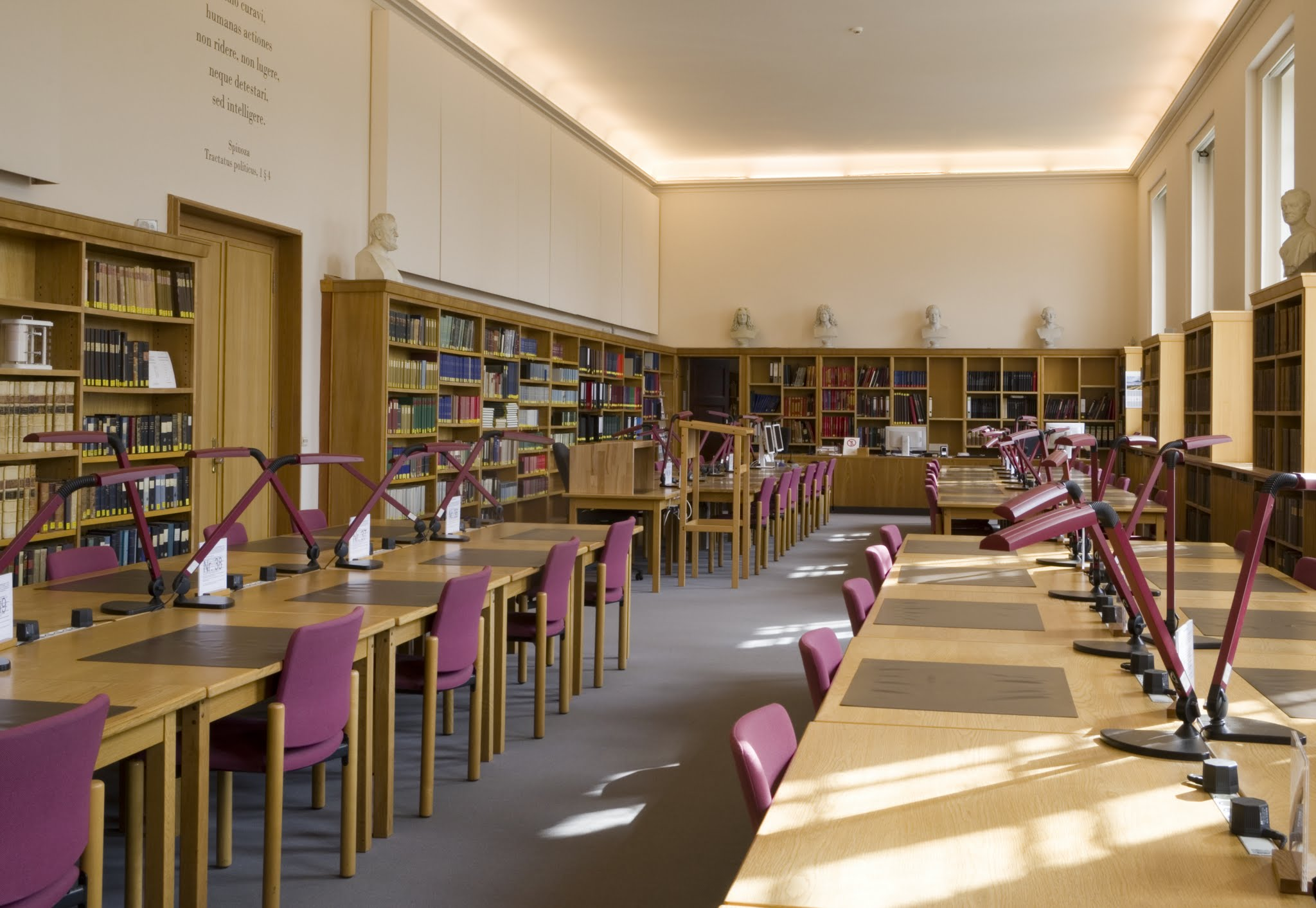
Forschungssaal I des GStA PK

Unterlagen nichtstaatlicher und privater Herkunft werden in der Regel in freiwilliger Vereinbarung als Schenkung, durch Erbverfügung oder als Hinterlegung (Depositum) bzw. als Ankauf zu den Beständen und Sammlungen genommen. Hierzu gehören in erster Linie Nachlässe und Familienarchive, Unterlagen von Vereinen/Vereinigungen, darunter auch Freimaurer-Vereinigungen, (wissenschaftliche) Gesellschaften sowie vereinzelt auch von Firmen.

## Geschichte

### 13. Jahrhundert bis 1803
Seit 1282 lassen sich Bemühungen zur Sicherung des markgräflichen, später kurfürstlich-brandenburgischen Urkundenbesitzes belegen, der an verschiedenen, teils befestigten Orten verwahrt wurde, so u. a. in Tangermünde und in der Stadt Brandenburg an der Havel. Nach der Übernahme der Landesherrschaft durch die Hohenzollern (1415) wurde die Residenzstadt Berlin-Cölln zum festen Verwahrungsort der Urkunden- und der neu entstehenden Aktenüberlieferungen. Diese wurden zunächst im Grauen Kloster (Berlin) bzw. im Dominikanerkloster, dann im Berliner Stadtschloss untergebracht.
Mit dem Regierungsantritt des Kurfürsten Joachim Friedrich (1598) und der Ernennung eines nur für das Archiv zuständigen Beamten erhielt das Geheime Archiv institutionelle Kontinuität. Der erste brandenburgische Archivbeamte, „Registrator“ Erasmus Langenhain, führte die ersten umfassenden Ordnungsarbeiten, v. a. am Urkundenbestand durch. 1604 wurde der Geheime Rat als erste für alle kurfürstlichen Territorien zuständige zentrale Verwaltungsbehörde begründet. Das Geheime Archiv stand mit diesem in so enger Verbindung, dass es auch als dessen Registratur fungierte. Die Überlieferungen des Geheimen Rates macht daher den Hauptteil der älteren Aktenbestände aus. Überlieferungen anderer, auch älterer, Behörden, wie die der Lehnskanzlei, der Kriegskanzlei oder der Hofkammer sind dagegen nur sporadisch und unsystematisch an das Geheime Archiv gelangt und heute zu großen Teilen verloren. Im Dreißigjährigen Krieg wurden die Urkunden- und Aktenbestände mehrfach geflüchtet, so dass vor allem die Aktenbestände in große Unordnung gerieten und umfangreiche Neuordnungen erforderlich waren. Diese führte ab 1639 Christoph Schönebeck (seit 1653 „Archivarius“) durch, der die Akten überwiegend nach Territorial-, z. T. auch nach Sachbetreffen in 62 (später 69) „Reposituren“ gliederte, die ihrerseits grob in alphabetische Stichworte unterteilt wurden. Diese Ordnung war so weitmaschig angelegt, dass nicht nur die Zugänge des späteren 17. und des 18. Jahrhunderts, sondern bis weit in das 19. Jahrhundert auch Akten modern organisierter neuerer Behörden eingepasst wurden, wenn auch unter zunehmenden Schwierigkeiten. 1710 wurden die Urkundenbestände des Geheimen Archivs mit den geheimsten Akten des Landesherren, der sog. „registratura in publicis“ zum „Geheimen Archivkabinett“ vereinigt, das als gesonderte Einheit innerhalb des Archivs bis in die Mitte des 19. Jahrhunderts bestehen blieb. Seit König Friedrich Wilhelm I. entstand eine mit dem Herrscher verbundene Regierungsbehörde, das Kabinett, aus dem vor allem diplomatisches und militärisches Schriftgut ab 1742 erstmals und später fortlaufend an das Geheime Archiv abgegeben wurde.
Eine zentralarchivische Funktion hat das Geheime Archiv im 18. Jahrhundert jedoch nicht erlangen können, vor allem da das im Jahr 1723 begründete General-Ober-Finanz-Kriegs- und Domainen-Direktorium (kurz: Generaldirektorium), das als Zentralbehörde der inneren, der Wirtschafts- und der Finanzverwaltung fungierte, ein eigenes, vom Geheimen Archiv gänzlich unabhängiges Behördenarchiv ausbildete. 1803 wurde die Geheime Kanzlei als Zentraleinrichtung aller Departements des Geheimen Rates aufgelöst. Im Verlauf dieser organisatorischen Änderungen erhielt das Geheime Archiv den Titel „Geheimes Staatsarchiv“, um den modernen zentralstaatlichen Behördencharakter zu betonen.

### 1803–1874
Die Stein-Hardenbergschen Reformen nach 1806 hatten auch Einfluss auf die Stellung des Geheimen Staatsarchivs. Die Aufhebung der zentralen Kanzlei 1803 und die Ablösung des Archivs von der Registratur des Auswärtigen Departements 1809 beendeten die bisherige enge Anbindung an eine Zentralbehörde. Das Geheime Staatsarchiv wurde 1810 dem Staatskanzleramt zugeordnet. Abgaben aus den 1808 anstelle des aufgelösten Geheimen Rates und des Generaldirektoriums getretenen ressortgebundenen und nach bürokratischem Prinzip geführten Ministerien erhielt das Geheime Staatsarchiv mit Ausnahme der Abgaben aus dem Ministerium der auswärtigen Angelegenheiten und dem Ministerium des königlichen Hauses jedoch kaum, da die anderen Ministerien überwiegend an das dem Finanzministerium zugeordnete Ministerialarchiv abgaben. Dessen Grundstock bildete das Behördenarchiv des aufgelösten Generaldirektoriums. Das Ministerialarchiv blieb bis 1874 eine vom Geheimen Staatsarchiv getrennte Einrichtung.
Nach dem Ende der Napoleonische Kriege 1815 übernahm das Geheime Staatsarchiv größere Teile der Zentral-Registraturen des ehemaligen Königreichs Westphalen, denen später in Abgrenzung zu anderen Nachfolgestaaten weitere Teile folgten. Da sich in den Provinzen nach 1815, teils in Nachfolge älterer Archiveinrichtungen der Vorgängerterritorien, teils in Konsolidierung herrenlosen Archivgutes die preußischen Provinzialarchive etablierten, wurde zur Abstimmung der vielfältigen archivischen Aufgaben in der Spannbreite vom Geheimen Staatsarchiv bis zu den Provinzialarchiven 1831 das Amt eines „Direktors der Staatsarchive“ geschaffen und mit Karl Georg von Raumer besetzt, der bereits seit 1822 das Geheime Staatsarchiv leitete. Hieraus entwickelte sich die Preußische Archivverwaltung, deren enge personelle Bindung zum Geheimen Staatsarchiv bis 1896, eingeschränkt bis 1945, bestehen blieb. Die enge Verbindung zum Haus Hohenzollern wurde gelockert, als nach der Einführung einer Verfassung (1848/1850) auf Veranlassung König Friedrich Wilhelms IV. ab 1852 die direkt auf das Haus Hohenzollern bezüglichen Überlieferungen abgetrennt und in einem „Hausarchiv“ zusammengefasst wurden. In der Folge verselbständigte sich das Brandenburg-Preußische Hausarchiv strukturell und personell immer weiter. 1895 erhielt es am Luisenplatz in Charlottenburg ein eigenes Archivgebäude.
Seit 1852 war das Archivwesen dem Ministerpräsidenten unterstellt, der die Archivpolitik vornehmlich durch die Besetzung der Direktorenstelle der Preußischen Archivverwaltung (so mit den Historikern Max Duncker und Heinrich von Sybel) beeinflusste.

### 1874–1924
Unter der Leitung Max Dunckers bezog das Geheime Staatsarchiv 1874 Räumlichkeiten im Alten Lagerhaus (früher: Hohes Haus) in der Klosterstraße, in dem bereits das Ministerialarchiv untergebracht war. Dessen Hauptteil, die Überlieferung des Generaldirektoriums, wurde nun als II. Hauptabteilung (HA) angegliedert, andere Bestände des Ministerialarchivs fanden Anschluss an die schon bestehenden Reposituren der nunmehrigen I. Hauptabteilung des Geheimen Staatsarchivs. Die Ordnungsarbeiten auf der Grundlage der Schönebeckschen Ordnung aus dem 17. Jahrhundert gestalteten sich infolge steigender Zugänge von Schriftgut aus modernen Behörden immer schwieriger. Daher wurden die Vorschläge Max Lehmanns („Regulativ für die Ordnungsarbeiten im Geheimen Staatsarchiv“) von 1881, die erstmals grundlegend die Wahrung des Herkunftszusammenhanges (Provenienzprinzip) als oberstes Ordnungsprinzip formulierten, als Lösung der Ordnungsprobleme erkannt und in der Folge durch Abtrennung der jüngeren, nach 1807 entstandenen, Überlieferungen aus den nunmehrigen „alten Reposituren“ weitgehend umgesetzt. Das Schriftgut aus der Provinz Brandenburg wurde auf Grundlage des Provenienzprinzips von den zentralstaatlichen Überlieferungen separiert und dem 1883 gegründeten Brandenburgischen Provinzialarchiv (nach 1933: Staatsarchiv für die Provinz Brandenburg und die Reichshauptstadt Berlin) zugewiesen, das eine eigene Abteilung innerhalb des Geheimen Staatsarchivs blieb.
Raumnot und Benutzungsbedingungen am Standort Lagerhaus wurden zum Ende des 19. Jahrhunderts immer drückender. Friedrich Althoff, Ministerialdirektor im Kultusministerium, bezog daher von Anfang an auch das Geheime Staatsarchiv in seine Planungen für einen Wissenschaftsstandort („preußisches bzw. deutsches Oxford“), die sich nach Auflassung der Domäne Dahlem konkretisierten, mit ein. Am Standort Dahlem sollte ein großer Neubau in Nachbarschaft zu den Instituten der Kaiser-Wilhelm-Gesellschaft entstehen. Der Beginn des Ersten Weltkriegs unterbrach die bereits begonnenen Arbeiten bis in den Anfang der 1920er Jahre.

### 1924–1945
Der von Eduard Fürstenau konzipierte Neubau (Dreiflügelanlage und getrennter Magazintrakt) wurde 1924 eröffnet und das Archivgut aus dem Standort Lagerhaus nach Dahlem verbracht. Dazu kam Archivgut u. a. aus der 1919 begründeten Provinz Grenzmark Posen-Westpreußen, das nach deren Auflösung 1938 jedoch größtenteils an das Staatsarchiv Stettin abgegeben wurde. Auf dem Gelände entstand zugleich eine Dienstvilla für den Leiter der Preußischen Archivverwaltung. Im Hauptgebäude wurden seit 1930 seitens der Preußischen Archivverwaltung Räumlichkeiten für die Unterrichtszwecke des Institut für Archivwissenschaft (IfA) genutzt, das den preußischen Archivarsnachwuchs ausbildete. Ebenfalls in Räumen des Geheimen Staatsarchivs richtete die Preußische Archivverwaltung ab 1931 für Zwecke der deutschen Ostforschung die Publikationsstelle Berlin-Dahlem ein, die ab 1936 unter der Geschäftsführung des preußischen Staatsarchivars Johannes Papritz stand und 1938 mit Unterstellung unter das Reichsministerium des Innern eigene Räumlichkeiten in der Gelfertstraße in Berlin-Dahlem bezog.
Ein großer Zuwachs erfolgte ab 1926, als in Abgrenzung zum Reichsarchiv Archivüberlieferungen der Preußischen Armee aus der Zeit vor 1868 übernommen wurden. Diese waren bis zum Ende der preußischen Monarchie 1918 in Behördenarchiven, v. a. des Kriegsministeriums und des Großen Generalstabes verwahrt und 1919 an das neu begründete Reichsarchiv abgegeben worden. In den Publikationsreihe „Mitteilungen der preußischen Archivverwaltung“ erschienen ab 1934 die Übersichten zu den Überlieferungen der zentralen Behörden und Einrichtungen Brandenburg-Preußens einschließlich der Preußischen Armee und ergänzend des Brandenburgischen Provinzialarchivs. Nach der Begründung des Heeresarchivs in Potsdam mussten 1936 jedoch die in der IV. Hauptabteilung zusammengefassten militärischen Überlieferungen dorthin abgegeben werden. Im April 1945 wurden diese in Potsdam durch Kriegseinwirkung fast vollständig vernichtet. Während des Nationalsozialismus wurde ab 1934 auch im Geheimen Staatsarchiv das Gesetz zur Wiederherstellung des Berufsbeamtentums in Anwendung gebracht. Prominentestes Beispiel ist der Archivar Ernst Posner, der zwangspensioniert wurde, in die USA emigrierte und bedeutenden Anteil am Ausbau des amerikanischen Staatsarchivwesens hatte. Der nach 1933 einsetzende große Benutzerandrang (Ariernachweise) kam nach Kriegsbeginn immer mehr zum Erliegen und wurde mit dem Beginn der großen Aktenauslagerungen (ab 1942), die durch die zunehmende Bombardierung Berlins erzwungen wurden, vollständig gestoppt. Als Auslagerungsorte wurden schließlich die Salzbergwerke der PreussAG in Schönebeck und Staßfurt gewählt, wohin auch die verbliebenen Teile des durch Kriegseinwirkung stark zerstörten Brandenburg-Preußischen Hausarchivs verbracht wurden.

### 1945–1990 Zentrales Staatsarchiv Merseburg
Die in den Salzbergwerken in Schönebeck und Staßfurt ausgelagerten Bestände haben die Kriegszeit nahezu unversehrt überstanden. Das Gebiet wurde zuerst von den Amerikanern besetzt und im Juli 1945 an die Sowjetische Militäradministration in Deutschland übergeben. Nach mehrfachen Sichtungen und Aussonderungen wurden 1947 große Teile des geborgenen Archivgutes in die Sowjetunion verbracht, vornehmlich Archivalien mit Bezug auf auswärtige Beziehungen oder zur Arbeiterbewegung. In den 1950er Jahren wurden diese Archivalien größtenteils, aber nicht vollständig, an die DDR-Behörden übergeben. Die Freigabe des im russischen Besatzungsgebiet verbliebenen ehemaligen preußischen Archivgutes durch die sowjetische Militärverwaltung erfolgte am 17. Dezember 1947. In Merseburg wurde mit dem Karteihaus der vormaligen Landesversicherungsanstalt ein zur Aufnahme von Archivgut geeignetes Gebäude gefunden.
Mit Gründung der DDR am 7. Oktober 1949 ging das Archiv in die Zuständigkeit des Innenministeriums der DDR, vertreten durch die Staatliche Archivverwaltung, über. 1950 wurde es an das 1946 in Potsdam gegründete, vornehmlich zur Aufnahme von Archivgut des Deutschen Reiches vorgesehene Zentralarchiv der DDR unter der Bezeichnung „Deutsches Zentralarchiv. Zweigstelle Merseburg“ angegliedert. Ein Teil der Bestände, namentlich kurfürstlich-brandenburgische Urkunden, wurde ausgesondert und neben den ausgelagerten Teilen des Brandenburgischen Provinzialarchivs zum Grundstock des in Potsdam neu begründeten Landeshauptarchivs Brandenburg. In Merseburg wurden ab 1957 auch die im Dritten Reich beschlagnahmten Überlieferungen der Freimaurer- und anderer Weltanschauungsvereinigungen verwahrt, die nach Kriegsende zunächst in sowjetische Verfügungsgewalt übergegangen waren. Im Rahmen eines Regierungsabkommens wurden 1961 Teile der süd- bzw. neuostpreußischen Abteilungen der II. HA Generaldirektorium an die polnische Archivverwaltung abgegeben. Diese werden heute im Hauptarchiv Alter Akten in Warschau verwahrt.

### Dahlem

#### 1945–1963
Der bereits durch Bombentreffer geschädigte südliche Magazintrakt des Dahlemer Haupthauses brannte am 28./29. April 1945 infolge Brandstiftung fast vollständig ab. Dadurch wurden große Teile v. a. der noch nicht ausgelagerten Bestände des Brandenburgischen Provinzialarchivs vernichtet. Nach Kriegsende wurde das Geheime Staatsarchiv dem Magistrat der Stadt Berlin unterstellt. Das ab 1945 als „Hauptarchiv für Behördenakten“ bzw. ab 1950 als „(Berliner) Hauptarchiv“ firmierende Archiv wurde im Juli 1945 durch den Magistrat beauftragt, Archivgut und Behördenregistraturen in Verwaltungsgebäuden und Auslagerungsstätten in Berlin und im Umland zu ermitteln, zu sichten und zu bergen. Die Bergungsaktionen betrafen auch Überlieferungen von Reichsministerien und anderen Einrichtungen des Reichs. Hinzu kam die in den Kriegs- und den ersten Nachkriegsjahren in westliche Verfügungsgewalt gelangten Überlieferungen regionaler und lokaler Behörden und Einrichtungen aus den östlichen Provinzen Preußen, die als XIV. bis XVII. Hauptabteilung (Westpreußen, Pommern, Posen, Schlesien, Prov. Sachsen) aufgestellt wurden. Diese so geschaffene Beständegliederung wurde 1967/68 in der zweibändigen „Übersicht über die Bestände des Geheimen Staatsarchivs in Berlin-Dahlem“ publiziert.
Von 1950 bis 1958 hatte auch das Stadtarchiv Berlin (heute Landesarchiv Berlin) seinen Dienstsitz im Gebäude des Hauptarchivs.

#### 1963–1989
Nach der Begründung der Stiftung Preußischer Kulturbesitz 1957 ging das vormalige preußische Archivgut in das Eigentum der Stiftung über. 1963 wurde das Hauptarchiv unter dem nunmehrigen Namen „Geheimes Staatsarchiv Preußischer Kulturbesitz“ der Stiftung als Einrichtung als organisatorisch und administrativ angegliedert. 1970 erfolgte eine größere Bestandsbereinigung mit dem Bundesarchiv in Koblenz. Dieses erhielt vom GStA PK die Reichsprovenienzen (Rep. 300 ff.), die es nach Kriegsende in den Dienstgebäuden und teils in behördlichen Auslagerungsstätten in Berlin und im Umland geborgen hatte. Im Gegenzug erhielt das GStA PK die bislang vom Bundesarchiv verwahrten Bestände preußischer Provenienz, die im Zweiten Weltkrieg in Auslagerungsstätten westlich der späteren Demarkationslinie verbracht worden waren. 1978/79 wurden die aus dem Staatsarchiv Königsberg kriegsgeflüchteten Bestände aus dem aufgelösten Staatlichen Archivlager Göttingen in das GStA PK überführt und dort als XX. Hauptabteilung Historisches Staatsarchiv Königsberg aufgestellt. Ein 1987 vom Bundesarchiv mit der Staatlichen Archivverwaltung der DDR vereinbarter Archivalientausch betraf auch das GStA PK, das einzelne Bestände der X. Hauptabteilung Provinz Brandenburg an die DDR abgab.

#### 1989 bis Gegenwart
Die Ereignisse von 1989 und die Wiedervereinigung Deutschlands 1990 führten zur Rückkehr der in Merseburg verwahrten Bestände nach Berlin-Dahlem. Bereits zur Jahreswende 1989/90 wurden informelle Kontakte zum Zentralen Staatsarchiv in Merseburg geknüpft, das mit den Einigungsvertrag 1990 dem GStA PK als Dienststelle Merseburg unterstellt wurde. Da eine Magazinierung am alten Standort in Dahlem nicht möglich war, wurden die Merseburger Bestände 1993/94 in einem Außenmagazin im Berliner Westhafen eingelagert. Die Rückführung wurde 1994 beendet. Der Stand der zusammenführenden Ordnungsarbeiten wurde im Jahr 2000 in einer „Archivtektonik“ veröffentlicht, die nach systematischen und (verwaltungs-)chronologischen Kriterien alle Bestände, Nachlässe und Sammlungen des GStA PK erstmals in einem geschlossenen Zusammenhang abbildete. Eine Neuauflage erfolgte 2011.
Im Juli 2020 veröffentlichte der Wissenschaftsrat die Strukturempfehlungen zur Stiftung Preußischer Kulturbesitz, die auch das Geheime Staatsarchiv betreffen. Danach erfülle es kompetent seine Aufgaben, sei gut auf seine Nutzerinnen und Nutzer eingestellt und bemühe sich erfolgreich um eine kontinuierliche Verbesserung seines Angebots, auch im digitalen Raum. „Dringenden Handlungsbedarf“ sehe der Wissenschaftsrat aber bei der „unbefriedigenden Magazinsituation“ des Staatsarchivs.

## Bestände
Die im GStA PK verwahrte Überlieferung setzt zeitlich mit der ältesten im Archiv befindlichen Urkunde von 1188 ein. Die Überlieferung der zentralstaatlichen Behörden endet als Folge der „Gleichschaltung der Länder mit dem Reich“ in der NS-Zeit überwiegend 1933/34. Die Überlieferungen des Staatsministeriums sowie des Finanzministeriums reichen abweichend jedoch bis 1945. Nach 1945 entstandenes Archivgut ist das Schriftgut der Stiftung Preußischer Kulturbesitz (soweit nicht durch das Zentralarchiv der Staatlichen Museen zu Berlin verwaltet). Darüber hinaus umfassen insbesondere die Nachlässe und Familienarchive, die Kartenabteilung und die Bestände verschiedener Vereine und Vereinigungen Überlieferungen aus der Zeit nach 1945. Im Wesentlichen sind die 39.000 laufenden Meter Archivgut in Hauptabteilungen (HA) gegliedert, welche überwiegend weiter in Reposituren untergliedert sind. In den meisten Fällen entspricht eine Repositur einem Archivbestand, d. h. der unvermischten Überlieferung eines Bestandsbildners, z. B. einer Behörde. Das Brandenburg-Preußische Hausarchiv (BPH), die Überlieferungen der Freimaurer und freimaurerähnlicher Vereinigungen vor 1945 (FM), die Kartenbestände und -sammlungen (XI. HA, z. T. XX. HA) und die Nachlässe und Familienarchive (VI. HA) weisen hiervon abweichende Ordnungsstrukturen auf.
Die Archiv-Tektonik des GStA PK besteht in Kurzfassung aus:
- Zentralbehörden der Mark Brandenburg ab 1188
- Zentrale Verwaltungs- und Justizbehörden Brandenburg-Preußens bis 1808 (Geheimer Rat – Kabinett und Kabinettsministerium – Generaldirektorium – weitere Verwaltungs- und Justizbehörden)
- Sonderverwaltungen der Übergangszeit 1806–1815 (Preuß. Sonderverwaltungen nach dem Tilsiter Frieden – Königreich Westphalen – Sonderverwaltungen Preußens und seiner Verbündeten in den Freiheitskriegen)
- Staatsoberhaupt und oberste Staatsbehörden, Ministerien und andere Zentralbehörden Preußens (Staatsoberhaupt – Staatskanzleramt, Staatsrat und Staatsministerium – Bundes- und auswärtige Angelegenheiten – Inneres – Finanzen – Kultus – Wirtschaft und Verkehr – Justiz)
- Preußische Parlamente 1847–1933
- Stiftung Preußischer Kulturbesitz (SPK) ab 1957
- Haus und Hof der Hohenzollern (Urkunden – Personen – Institutionen)
- Preußische Armee (Überlieferungen bis 1866/67) (Militärverwaltung und Truppenführung – Militärgeschichtsschreibung – Militärpersonenstandsaufschreibung)
- Territoriale Überlieferungen, Provinzial- und Lokalbehörden (Brandenburg – „Preußenland“/Ostpreußen – Pommern – Schlesien – Westpreußen, Posen, Grenzmark)
- Nichtstaatliche Provenienzen (Parteien, Organisationen, Verbände – Wissenschaftliche Vereine – Freimaurer und ähnliche Vereinigungen – Güter, Familien, Personen)
- (Vor-)Archivische Sammlungen (Manuskripte – Karten – Siegel, Wappen, Genealogie – (Amts-)Drucksachen – Bilder, Filme, Realien)

## Nutzung
Grundsätzlich kann auf Antrag jeder Interessierte die im GStA PK verwahrten Überlieferungen, sofern deren Entstehung mehr als 30 Jahre zurückliegt, sowie die Bestände der Dienstbibliothek benutzen. Eine Ausnahme bilden erhaltungsgefährdete Archivalien sowie nach Bundesarchivgesetz schutzfristbehaftete Unterlagen. Für wissenschaftliche Zwecke können Schutzfristen auf Antrag verkürzt werden. Überlieferungen, die als Depositum verwahrt werden, unterliegen ggf. besonderen Benutzungsbedingungen bzw. -beschränkungen. Die persönliche Benutzung des Archivs vor Ort ist grundsätzlich gebührenfrei. Für die schriftliche Beantwortung von familiengeschichtlichen bzw. kommerziellen Nutzeranfragen fallen jedoch Gebühren gemäß Gebührenordnung des GStA PK an.
Die Bestände, Nachlässe und Sammlungen des GStA PK sind durch analoge Findmittel (Repertorien) und zunehmend durch eine Archivdatenbank erschlossen. Etwa ein Drittel der datenbankerfassten Archivalien ist auch online recherchierbar; dieses Angebot wird sukzessive ausgebaut. Die Bestände der Dienstbibliothek sind durch einen Online-Katalog erfasst, der auch in diversen Verbundkatalogen integriert ist. Die Einsichtnahme in Archivalien und in die Bestände der Dienstbibliothek erfolgt ausschließlich in den Forschungssälen des GStA PK. Eine Ausleihe zum Zweck der Benutzung ist nicht möglich. Das GStA PK verfügt über einen allgemeinen Forschungssaal mit 60 Plätzen und einen technischen Forschungssaal, in dem Karten und Pläne sowie Mikrofilme und -fiches eingesehen werden können.
Seit Inkrafttreten der neuen Nutzungsordnung zu Beginn des Jahres 2019 ist es – mit wenigen Ausnahmen – möglich, mit eigenen digitalen Aufnahmegeräten kostenlose Reproduktionen anzufertigen. Die Verwendung dieser Reproduktionen ist unter der Bedingung der Angabe der Quelle frei.

## Dienstbibliothek

### Geschichte
Die Anfänge der Kgl. Cabinetts- und Archivbibliothek reichen auf die Übernahme der privaten Bibliothek aus dem Nachlass des Kgl. Preußischen Wirklichen Geheimen Legationsrates Johann Christoph Wilhelm von Steck zurück. 1863 wurde ein Zettelkatalog aufgebaut und das Aufstellungssystem in der Bibliothek erneuert.
Nach Ausbruch des Zweiten Weltkrieges wurde der größte Teil der inzwischen rund 87.000 Bände der Bibliothek vornehmlich in die Salzbergwerke bei Staßfurt, in das Schloss Balkow und in das Johanniter-Ordensschloss Sonnenburg in der Neumark ausgelagert. Der Verbleib des ausgelagerten Bibliotheksgutes ist bis heute nicht geklärt. Nach dem Ende des Zweiten Weltkrieges bestand die Bibliothek nur noch aus den 15.000 nicht verlagerten Bänden. Daher erfolgte nach 1945 ein weitgehender Neuaufbau. 1978/79 übersiedelte das Staatliche Archivlager Göttingen auch mit dem gesamten Bibliotheksbestand nach Berlin. Ein Großteil der Bibliothek wurde eingearbeitet, der verbleibende Restbestand wurde 2010 als Dauerleihgabe der Philosophischen Fakultät der Technischen Universität Chemnitz übergeben.
Nach der Wiedervereinigung 1990 wurden die Bibliotheksbestände des Zentralen Staatsarchivs Merseburg teilweise übernommen. Die nicht zur Übernahme ausgewählten Teile erhielt das am selben Standort neubegründete Landesarchiv Merseburg (jetzt: Abteilung Merseburg des Landesarchivs Sachsen-Anhalt).

### Bestand
Thematisch liegt der Schwerpunkt der Bibliothek bei der Geschichte der Dynastie der Hohenzollern, insbesondere zu Friedrichs II. und der zeitgenössischen Literatur zur preußischen und deutschen Verfassungsfrage um 1848. Besonders umfangreich ist auch die Literatur zur Landes- und Verwaltungsgeschichte Preußens und seiner Provinzen, insbesondere der Ostprovinzen, einschließlich amtlicher Druckschriften wie Amtsblätter der preußischen Regierungsbezirke oder Gesetzessammlungen Preußens und anderer deutscher Bundesstaaten. Weiterhin verwahrt die Bibliothek eine umfangreiche Reihe von Schulprogrammen von preußischen Schulen aller Landesteile und einen historischen Zeitungsbestand vor allem Berlins und Brandenburgs. Einen großen Teil des Zuwachses machen die Belegexemplare der Forschenden am GStA PK aus. Die Bestände der Dienstbibliothek können ausschließlich vor Ort benutzt werden.

## Leitung
Die Leitung des Geheimen Staatsarchivs lag von 1831 bis 1896 beim Leiter der bis 1945 bestehenden preußischen Archivverwaltung. Er führte 1899 den Titel „Generaldirektor der preußischen Staatsarchive“. 1896 wurde zusätzlich das Amt des „Zweiten Direktors der preußischen Staatsarchive“ eingeführt, welches sich auf die Leitung des Geheimen Staatsarchivs beschränkte und in dieser Form bis zum 8. April 1936 bestand. Damals verzichtete Generaldirektor Brackmann auf die direkte Leitung des Geheimen Staatsarchivs und überließ diese dem vormals „Zweiten Direktor“, Adolf Brennecke.
| 1822–1833             | Karl Georg von Raumer          |
| 1833–1842             | Gustav Adolf von Tzschoppe     |
| 1843–1852             | Georg Wilhelm von Raumer       |
| 1852–1866             | Carl Wilhelm von Lancizolle    |
| 1867–1874             | Maximilian Duncker             |
| 1875–1895             | Heinrich von Sybel             |
| 1896–1914             | Reinhold Koser                 |
| 1896–1906             | Karl Sattler (GStA)            |
| 1906–1921             | Paul Bailleu (GStA)            |
| 1915–1929             | Paul Fridolin Kehr             |
| 1921–1930             | Melle Klinkenborg (GStA)       |
| 1929–1936             | Albert Brackmann               |
| 1930–1943             | Adolf Brenneke (GStA)          |
| 1936 – Mai 1945       | Ernst Zipfel                   |
| Okt. 1944 – Juni 1945 | Erich Randt (GStA)             |
| Juni – Juli 1945      | Georg Winter, kommissarisch    |
| Juli – Sept. 1945     | Gottfried Wentz, kommissarisch |
| 1945–1947             | Ulrich Wendland                |
| 1947–1957             | Hans Bellée                    |
| 1957–1974             | Gerhard Zimmermann             |
| 1974–1990             | Friedrich Benninghoven         |
| 1990–1996             | Werner Vogel                   |
| März 1996 – Juli 2017 | Jürgen Kloosterhuis            |
| seit Juli 2017        | Ulrike Höroldt                 |

### Publikationsreihen
- Veröffentlichungen aus den Archiven Preußischer Kulturbesitz / 1. Quellen, 2. Forschungen, 3. Arbeitsberichte, 4. Hörbücher
- Forschungen zur brandenburg-preußischen Geschichte. Neue Folge, begr. von Johannes Kunisch. Herausgegeben im Auftrag der Preußischen Historischen Kommission in Zusammenarbeit mit dem Geheimen Staatsarchiv Preußischer Kulturbesitz
- Preußenland. Jahrbuch der Historischen Kommission für ost- und westpreußische Landesforschung und der Copernicus-Vereinigung für Geschichte und Landeskunde Westpreußens; Mitteilungen aus dem Geheimen Staatsarchivs Preußischer Kulturbesitz

### Geschichte
- Johanna Aberle: Geschichte des Geheimen Ministerialarchivs in Berlin (1838–1874). Zum Schicksal der Registraturen des Generaldirektoriums in Preußen nach 1806 (Mikrofiche-Ausgabe). Berlin 2001

- Carl Wilhelm Cosmar: Geschichte des Königlich-Preußischen Geheimen Staats- und Kabinettsarchivs bis 1806. Mit ergänzenden Materialien herausgegeben, eingeleitet und erläutert von Meta Kohnke (Veröffentlichungen aus den Archiven Preußischer Kulturbesitz, 32). Köln u. a. 1003
- Eckart Henning: Archivalien und Archivare Preußens. Ausgewählte Aufsätze. Berlin 2013

- Rita Klauschenz: Verschleppt, zurückgeführt oder noch verborgen? Von der Sowjetunion beschlagnahmte Archivalien des Geheimen Staatsarchivs PK, in: Verlagerung und Verbringung von Kulturgütern infolge des Zweiten Weltkrieges und ihre Rückführung. (Veröffentlichungen der Koordinierungsstelle für Kulturgutverluste 4). Magdeburg 2007, S. 143–170
- Melle Klinkenborg: Die Geschichte des Geheimen Staatsarchivs vom 15. bis zum 18. Jahrhundert. Bearbeitet von Jürgen Kloosterhuis. (Veröffentlichungen aus den Archiven Preußischer Kulturbesitz, Arbeitsbericht 13). Berlin 2011
- Jürgen Kloosterhuis: Preußens archivische Revolution. Quellen zur Einführung des Provenienzprinzips im Preußischen Geheimen Staatsarchiv und den Staatsarchiven der Provinzen, 1881–1907. In: Archivarbeit für Preußen, hrsg. von demselben. Berlin 2000, S. 423–440
- Jürgen Kloosterhuis: Edition – Integration – Legitimation. Politische Implikationen der archivischen Entwicklungen Preußens, 1903–1924. In: Das Thema „Preußen“ in Wissenschaft und Wissenschaftspolitik des 19. und 20. Jahrhunderts, hrsg. von Wolfgang Neugebauer. Berlin 2006, S. 83–113
- Jürgen Kloosterhuis: Archive Sprengelkompetenz versus militärische Deutungshoheit. (Militär-)politische Implikationen in der Entwicklung des preußisch-deutschen Heeresarchivwesens. Eine archivgeschichtliche Dokumentation. In: Das Thema „Preußen“ in Wissenschaft und Wissenschaftspolitik vor und nach 1945, hrsg. von Hans-Christof Kraus. Berlin 2013, S. 171–218
- Jürgen Kloosterhuis: Staatsarchiv ohne Staat. Das GStA in den ersten Nachkriegsjahren 1945 bis 1947. Eine archivgeschichtliche Dokumentation. In: Archivarbeit im und für den Nationalsozialismus. Die preußischen Staatsarchive vor und nach dem Machtwechsel von 1933, hrsg. von Sven Kriese. Berlin 2015, S. 479–599
- Joachim Lehmann: Die Gründung des Brandenburg-Preußischen Hausarchivs. [ohne Ort], 1959
- Joachim Lehmann: Von Staßfurt nach Schönebeck. Nachkriegsschicksale eines deutschen Archivs. In: Veröffentlichungen aus den Archiven Preußischer Kulturbesitz. Arbeitsbericht 1. Berlin 1996, S. 131–154
- Georg Wilhelm von Raumer: Geschichte des Geheimen Staats- und Kabinettsarchivs zu Berlin bis zum Jahr 1820, hrsg. von Eckhart Henning. In: Archivalische Zeitschrift, Bd. 72 (1976), S. 30–75
- Reinhart Strecke: Der lange Weg nach Dahlem. Baugeschichte und -probleme des Geheimen Staatsarchivs. In: Archivarbeit für Preußen, hrsg. von Jürgen Kloosterhuis. Berlin 2000, S. 27–45
- Werner Vogel: Zur Geschichte des Geheimen Staatsarchivs Preußischer Kulturbesitz. In: Archivar. 45 (1992), S. 338–343
- Johanna Weiser: Geschichte der preußischen Archivverwaltung und ihrer Leiter. Von den Anfängen unter Staatskanzler von Hardenberg bis zur Auflösung im Jahre 1945. (Veröffentlichungen aus den Archiven Preußischer Kulturbesitz, Beiheft 7). Berlin 2000
- Gerhard Zimmermann: Das Hauptarchiv (ehemaliges Preußisches Geheimes Staatsarchiv) in den ersten Nachkriegsjahren. In: Der Archivar. 8 (1955), S. 173–180
- Archivarbeit im und für den Nationalsozialismus. Die preußischen Staatsarchive vor und nach dem Machtwechsel von 1933, hrsg. von Sven Kriese (Veröffentlichungen aus den Archiven Preußischer Kulturbesitz. Forschungen 12). Berlin 2015

### Tektonik / Bestandsgruppen / Bestände
- Übersicht über die Bestände des Geheimen Staatsarchivs zu Berlin-Dahlem. I. Hauptabteilung, bearb. von Ernst Müller und Ernst Posner. II. -IX. Hauptabteilung, bearb. von Heinrich Otto Meisner und Georg Winter. X.-XI. Hauptabteilung, bearb. von Reinhard Lüdicke. (Mitteilungen der Preußischen Archivverwaltung. Heft 24–26). Leipzig 1934–1939
- Übersicht über die Bestände des Brandenburg-Preußischen Hausarchivs zu Berlin-Charlottenburg. (Mitteilungen der Preußischen Archivverwaltung, H. 27). Leipzig 1936
- Übersicht über die Bestände des Geheimen Staatsarchivs Berlin-Dahlem. Teil 1: Provinzial- und Lokalbehörden, bearb. von Hans Branig, Ruth Bliß, Winfried Bliß. Teil 2: Zentralbehörden, andere Institutionen, Sammlungen, bearb. von Hans Branig, Winfried Bliß, Werner Petermann. Berlin 1966–67
- Tektonik des Geheimen Staatsarchivs Preußischer Kulturbesitz, hrsg. von Jürgen Kloosterhuis, bearb. von Rita Klauschenz, Sven Kriese und Matthis Leibetseder. (Veröffentlichungen aus den Archiven Preußischer Kulturbesitz, Arbeitsbericht 12), Berlin 2011
- Jürgen Kloosterhuis: Der Schlüssel zum Geheimen. Die Tektonik-Geschichte des Geheimen Staatsarchivs Preußischer Kulturbesitz. In: Streifzüge durch Brandenburg-Preußen. Archivarische Beiträge zur kulturellen Bildungsarbeit im Wissenschaftsjahr 2010, hrsg. von dems., Berlin 2011, Se. 461–495
- Meta Kohnke: Die Ordnung der Bestände im Geheimen Staatsarchiv zu Berlin vor und nach der Einführung des Provenienzprinzips. In: Archivmitteilungen 11 (1961), S. 111–116
- Udo Dräger, Joachim Lehmann: Zur Geschichte und Auflösung des Brandenburg-Preußischen Hausarchivs. In: Archivmitteilungen 19 (1969), S. 230–237
- Renate Endler: Die Freimaurerbestände im Geheimen Staatsarchiv Preußischer Kulturbesitz. Bd. 1: Großlogen und Protektor, Freimaurerische Stiftungen und Vereinigungen. Bd. 2: Tochterlogen (Schriftenreihe der Internationalen Forschungsstelle Demokratische Bewegungen in Mitteleuropa 1770–1850, 13 und 18). Frankfurt/Main 1994 und 1996
- Bestandsgruppen-Analyse Generaldirektorium, bearb. von Jürgen Kloosterhuis (Veröffentlichungen aus den Archiven Preußischer Kulturbesitz, Arbeitsbericht 9). Berlin 2008
- Familienarchive und Nachlässe im Geheimen Staatsarchiv Preußischer Kulturbesitz. Ein Inventar, bearb. von Ute Dietsch (Veröffentlichungen aus den Archiven Preußischer Kulturbesitz, Arbeitsbericht 4). Berlin 2008
- Quellen zur Landesgeschichte der Rheinprovinz im 19. und 20. Jahrhundert. Teil 1: Regierungsbezirk Trier, bearb. von Dieter Heckmann (Veröffentlichungen aus den Archiven Preußischer Kulturbesitz, Arbeitsbericht 4). Berlin 2004
- Zur Geschichte der Produktivkräfte und Produktionsverhältnisse in Preußens 1810–1933. Spezialinventar des Bestandes Preußisches Ministerium für Handel und Gewerbe, bearb. von Herbert Buck. Bd. 1–3 (Schriftenreihe des Deutschen Zentralarchivs, 2). Weimar/Berlin 1960–1970
- Ministerium für Handel und Gewerbe – Spezialinventar. Bearb. von Herbert Buck, hrsg. von Christiane Brandt-Salloum (Veröffentlichungen aus den Archiven Preußischer Kulturbesitz, Arbeitsbericht 5). Berlin 2004
- Inventar zur Geschichte der preußischen Bauverwaltung 1723–1848, bearb. von Christiane Brandt-Salloum, Ralph Jaeckel, Constanze Krause, Oliver Sander, Reinhart Strecke, Michaela Utpatel und Stephan Waldhoff. Red. Reinhart Strecke (Veröffentlichungen aus den Archiven Preußischer Kulturbesitz, Arbeitsbericht 11). Berlin 2005
- Schinkels Akten. Ein Inventar, bearb. von Reinhart Strecke unter Mitarbeit von Hans-Joachim Nossol, Angelika Sell und Rainer Trommer (Veröffentlichungen aus den Archiven Preußischer Kulturbesitz, Arbeitsbericht 11). Berlin 2010
- Die preußische Berg-, Hütten- und Salinenverwaltung 1763–1865. Der Bestand Ministerium für Handel und Gewerbe, Abt. Berg-, Hütten- und Salinenverwaltung im Geheimen Staatsarchiv Preußischer Kulturbesitz, bearb. von Frank Althoff und Susanne Brockfeld (Veröffentlichung aus den Archiven Preußischer Kulturbesitz, Arbeitsbericht 3). Berlin 2003
- Quellen zur Geschichte der Juden in den Archiven der neuen Bundesländer, hrsg. von Stefi Jersch-Wenzel und Reinhard Rürup. Bd. 2 und 5: Geheimes Staatsarchiv Preußischer Kulturbesitz. Teil 1, bearb. von Meta Kohnke, Teil 2 bearb. von Kurt Metschies u. a., München 1999–2000
- Militär und Gesellschaft in Preußen. Quellen zur Militärsozialisation 1713–1806. Archivalien in Berlin, Dessau und Leipzig, hrsg. von Jürgen Kloosterhuis, Bernhard R. Kroener, Klaus Neitmann und Ralf Pröve, bearb. von Peter Bahl, Claudia Nowak und Ralf Pröve. (Veröffentlichungen aus den Archiven Preußischer Kulturbesitz, Arbeitsbericht 15, 1–4). Berlin 2015

### Dienstbibliothek
- Herzeleide Henning: Bibliothek des Geheimen Staatsarchivs Preußischer Kulturbesitz. In: Handbuch der historischen Buchbestände in Deutschland, hrsg. von Friedhilde Krause, Bd. 15. Berlin u. a., 1995, S. 54–57
- Herzeleide Henning: Die Dienstbibliothek des Brandenburg-Preuß. Hausarchivs: Katalog (Veröffentlichungen aus den Archiven Preußischer Kulturbesitz, Arbeitsbericht 17). Berlin 2015, ISBN 978-3-923579-24-2.